# Crystal Jones
Crystal Selene Jones är en amerikansk före detta sångerska, uppvuxen i Atlanta. Hon var med i gruppen 2nd Nature som senare blev TLC i slutet av 1980-talet tillsammans med Tionne Watkins och den numera avlidna Lisa Lopes, men hon ersattes av Rozonda Thomas i början av 1990-talet.